# Vice-premier ministre de l'Alberta
Le vice-premier ministre de l'Alberta est le numéro 2 du gouvernement en Alberta. Il seconde le premier ministre dans ses fonctions et est chargé généralement d'un autre ministère, il succède au premier ministre en cas de décès, démission, criminel, incapacité ou impeachment et si une femme a été élu gouvernement il y a aussi en cas qu'elle est enceinte pour l'absence de ce dernier.
Le poste est vacant depuis le 30 avril 2019.
| Durée | Durée                            | Vice-premier ministre | Premier ministre | Parti politique           |
| ----- | -------------------------------- | --------------------- | ---------------- | ------------------------- |
|       | 16 mars 2001 - 15 décembre 2006  | Shirley McClellan     | Ralph Klein      | Progressiste-conservateur |
|       | 22 juin 2007 - 12 mars 2008      | Ron Stevens           | Ed Stelmach      | Progressiste-conservateur |
|       | 15 janvier 2010 - 4 février 2011 | Doug Horner           | Ed Stelmach      | Progressiste-conservateur |
|       | 12 octobre 2011 - 8 mai 2012     | Doug Horner           | Alison Redford   | Progressiste-conservateur |
|       | 8 mai 2012 - 13 décembre 2013    | Thomas Lukaszuk       | Alison Redford   | Progressiste-conservateur |
|       | 6 décembre 2013 - 20 mars 2014   | Dave Hancock          | Alison Redford   | Progressiste-conservateur |
|       | 2 février 2016 - 30 avril 2019   | Sarah Hoffman         | Rachel Notley    | NPD                       |